# Antonio de Guill y Gonzaga
Antonio de Guill y Gonzaga (Valencia, 1715 – Santiago del Cile, 24 agosto 1768) è stato un politico coloniale spagnolo, Governatore Reale del Regno del Cile tra l'ottobre 1762 e l'agosto 1768.

## Governatore del Regno del Cile
Era figlio del cavaliere di Calatrava Francisco Guill y Tomás e di Ana Gonzaga.
Aprì il Parlamento di Nacimiento con i Mapuche nel 1764, in cui il governatore Guill y Gonzaga tentò di imporre la propria idea per permettergli di vivere nelle città. Questo atto provocò la rivolta Mapuche del 1766 guidata dal toqui Curiñancu, terminata nel 1774 con la pace firmata da Agustín de Jáuregui.
Inoltre gli fu ordinato di espellere i gesuiti dal Cile il 27 agosto 1767.
Durante il suo governo dichiarò Talcahuano "Sede dell'Ufficio del Registro". Nel 1765 fondò la città di San Luis Gonzaga de Rere e di Tucapel Nuevo; l'anno seguente toccò a San Carlos de Yumbel. Tutti questi nuovi villaggi si trovavano nella regione di Concepción.
A Chiloé fu fondata San Carlos de Chonchi nel 1767, e San Carlos de Ancud nel 1768.
Morì a Santiago il 24 agosto 1768, ed il suo posto fu preso da Juan de Balmaseda y Censano Beltrán nel ruolo di governatore ad interim.